# Changé (Mayenne)
Changé – miejscowość i gmina we Francji, w regionie Kraj Loary, w departamencie Mayenne.
Według danych na rok 1990 gminę zamieszkiwały 4323 osoby, a gęstość zaludnienia wynosiła 125 osób/km² (wśród 1504 gmin Kraju Loary Changé plasuje się na 99. miejscu pod względem liczby ludności, natomiast pod względem powierzchni na miejscu 209.).